# Shibi Khan
Shibi Khan o Khagan (reinó de 611-619 dC) sucedió a Yami Qaghan como el noveno Gran Kan del Kanato túrquico oriental. Él fue el primero en rebelarse contra la soberanía china desde que su bisabuelo Ishbara Qaghan se sometió al emperador Yang. Se casó con la princesa de la esposa de su padre, Sui Yicheng. Shibi khan solicitó el apoyo de los visires de Sogdian para ayudarlo a burlar a los chinos. Todos fueron invitados a una negociación de paz en la ciudad de Mayi (hoy conocida como Shuozhóu)en 615 por Pei Ju, quien los habría ejecutado sumariamente con una acusación falsa de traición contra el khan. El mismo año sitió al emperador chino en Yanmen (actual Daixian, Shanxi), aunque los refuerzos y un mensaje de la princesa Yicheng lo obligaron a retirarse antes de su captura. Durante la agitación de los últimos años del reinado del emperador Yang, apoyó a varios señores de la guerra locales en el noroeste de China, que reclamaron el título de emperador, incluido Li Yuan, que continuaría para fundar la dinastía Tang. El khagan suministró a Li 2,000 caballos y 500 jinetes, quienes desempeñaron un papel crucial en las primeras victorias de los Tang, como la Batalla de Huoyi. Tenía la intención de contrarrestar el poder Tang cuando murió, dejando su ascenso sin control. Su hermano Chuluo Qaghan lo sucedió.
Shibi Khagan fue el padre de Ashina Shibobi ( 阿 史 那 钵 苾 苾 ) y Ashina Jiesheshuai.